# ری بنیون
ری بنیون (انگلیسی: Ray Bennion; ۱ سپتامبر ۱۸۹۶ – ۱۲ مارس ۱۹۶۸) بازیکن فوتبال اهل ولز بود.
از باشگاه‌هایی که در آن بازی کرده‌است می‌توان به باشگاه فوتبال برنلی و باشگاه فوتبال منچستر یونایتد اشاره کرد.
وی همچنین در تیم ملی فوتبال ولز بازی کرده‌است.
در دهه‌های ۱۹۲۰ و ۱۹۳۰ به عنوان یک‌نیمه راست در لیگ فوتبال بازی کرد. در اوایل زندگی، او برای مدرسه گواردلت بازی کرد. او پیش از پیوستن به منچستر یونایتد در آوریل ۱۹۲۱ به مقام قهرمانی دست یافت. اولین حضور او برای یونایتد در ۲۷ اوت ۱۹۲۱ در برابر اورتون در گودیسون پارک بود. وی پس از به ثمر رساندن سه گل در ۳۰۱ بازی برای این باشگاه، در نوامبر ۱۹۳۲ به برنلی نقل مکان کرد و دو سال بعد به عنوان مربی منصوب شد. وی ۱۰ بار برای ولز محبوس شد و اولین بازی خود را برای آنها در ۳۱ اکتبر ۱۹۲۵ برابر اسکاتلند در پارک نینیین انجام داد. در سال ۱۹۶۴ به دلیل بیماری بازنشسته شد.